# Radio Kol Hachalom

Logo de Radio Kol Hachalom

Radio Kol Hachalom est une radio locale émettant sur Grenoble sur la fréquence
de 100.0 FM . C'est une radio de catégorie A (type associative). Elle est l'une des plus anciennes du paysage radiophonique de la ville puisqu'elle émet depuis février 1983.
C'est la radio de la communauté juive de l'agglomération grenobloise, Kol hachalom signifiant la voix de la paix en hébreu.
Elle assure une couverture de l'actualité culturelle concernant Israël, mais aussi de la vie politique en invitant des élus locaux.
Sa programmation musicale est diversifiée, entre musiques venant d'Israël ou de Californie.

### Site internet
- Site officiel de Radio Kol Hachalom